# Oberwölz Stadt
Oberwölz Stadt là một đô thị thuộc huyện Murau thuộc bang Steiermark, nước Áo. Đô thị Oberwölz Stadt có diện tích 4,64 km², dân số thời điểm cuối năm 2005 là 1014 người.